# Bayo (Nigeria)
Bayo è una delle ventisette aree a governo locale (local government areas) in cui è suddiviso lo stato di Borno, nella Repubblica Federale della Nigeria.
Si estende su una superficie di 956 chilometri quadrati e conta una popolazione di 78.978 abitanti.